# 伊馮娜·多爾德-桑普洛尼烏斯

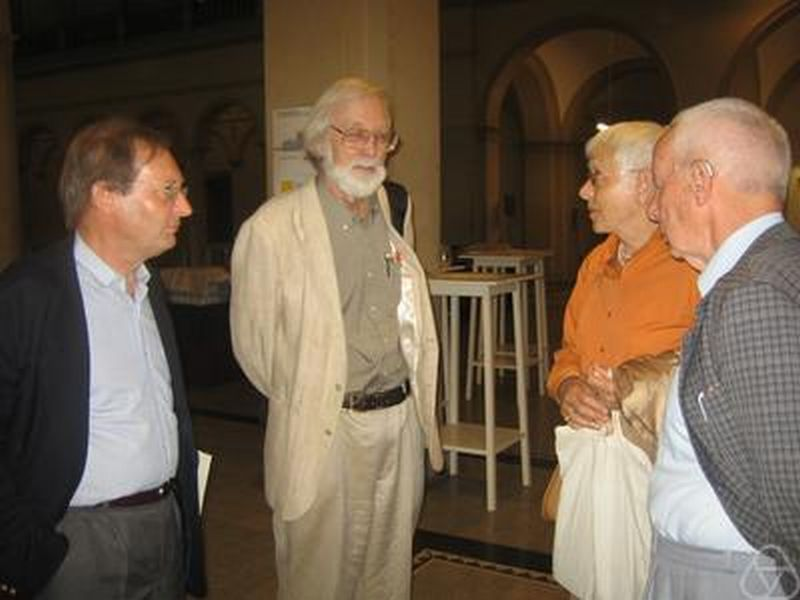
伊馮娜·多爾德-桑普洛尼烏斯位於左三，2007年攝於慕尼黑。

伊馮娜·多爾德-桑普洛尼烏斯（荷蘭語：Yvonne Dold-Samplonius，1937年5月20日—2014年6月16日），是一位來自荷蘭的數學家與歷史學家，專門研究中世紀時期伊斯蘭數學的發展。她特別感興趣的是當時的伊斯蘭建築師與工匠，如何運用數學方法來測量建築體積、宗教建築的結構，或是設計鐘乳石簷口。

## 生平
伊馮娜·桑普洛尼烏斯於1937年5月20日出生於荷蘭哈勒姆，並於1966年在阿姆斯特丹大學取得數學與阿拉伯語學位（博士學位）。她於1965年與德國數學家阿爾布雷希特·多爾德結婚。從1966年至1967年，她在哈佛大學師從約翰·埃默里·默多克教授進修。1977年，她在艾芙特·馬里·布魯因斯（Evert Marie Bruins）教授和胡安·韋內特（Juan Vernet）教授的指導下，完成了對Kitāb al-mafrādāt li Aqāţun（《阿卡頓假設之書》）的分析，並取得博士學位。